# Горохов, Андрей Сергеевич
Андрей Сергеевич Горохов (1 сентября 1905 — 30 октября 1968) — советский военачальник, инженер-вице-адмирал, участник советско-финской и Великой Отечественной войн.

## Биография
Андрей Сергеевич Горохов родился 1 сентября 1905 года в слободе Головка (ныне — Литвиновский район Ростовской области). В 1927 году окончил рабфак, в 1931 году — энергетический факультет Одесского политехнического института. В 1933 году был призван на службу в Военно-морской флот СССР. В 1935 году окончил курсы при Военно-морском инженерном училище имени Ф. Э. Дзержинского. Служил на линкоре «Марат» командиром машинной, котельной групп, командиром дивизиона движения. С сентября 1938 года Горохов перешёл на службу в штаб Балтийского флота, был помощником флаг-инженер-механика, флаг-инженер-механиком. Участвовал в советско-финской войне.
В годы Великой Отечественной войны Горохов продолжал служить флаг-инженер-механиком Балтийского флота, руководя всей электромеханической частью флота. Сумел правильно организовать ремонтные предприятия на Балтике, обеспечив бесперебойный и качественный ремонт электрооборудования боевых и вспомогательных кораблей, а также средств береговой обороны. Большую помощь оказывал судостроительной промышленности и контрольно-приёмному аппарату Управления кораблестроения Военно-морского флота. Много внимания уделял вопросам специальной подготовке специалистов по электромеханической части, проводил сборы офицерского состава, групповые и индивидуальные занятия. Когда с освобождением Псковщины и Прибалтики протяжённость баз Балтийского флота значительно увеличилась, Горохов лично руководил организацией и созданием ремонтных средств быстрого восстановления повреждённых кораблей и катеров, очищением от вражеских мин территорий.
После окончания войны продолжал службу в Военно-морском флоте СССР. Был флаг-инженер-механиком на Балтийском флоте, затем Северо-Балтийском флоте и 8-м Военно-морском флоте. В 1952—1953 и 1954—1956 годах возглавлял Управление эксплуатации Главного технического управления Военно-морских сил СССР, а в 1961—1963 годах был уже начальником Главное техническое управление. В марте 1967 года был уволен в запас. Умер 30 октября 1968 года, похоронен на Введенском кладбище Москвы.

## Награды
- 2 ордена Красного Знамени (23 октября 1942 года, 3 ноября 1953 года);
- Орден Нахимова 2-й степени (17 июля 1945 года);
- Орден Отечественной войны 1-й степени (8 июля 1944 года);
- Орден Красной Звезды (20 июня 1949 года);
- Медали «За боевые заслуги» (3 ноября 1944 года), «За оборону Ленинграда» и другие медали.